# Талеб, Нассим Николас
Насси́м Николас Тале́б (араб. نسيم نقولا طالب‎, англ. Nassim (Nessim, Nissim) Nicholas Taleb [ˈtɑːləb]; род. 1960, Амион, Ливан) — американский эссеист, писатель, статистик и бывший трейдер и риск-менеджер ливанского происхождения. Доктор философии. Основная сфера научных интересов — изучение влияния случайных и непредсказуемых событий на мировую экономику и биржевую торговлю, а также механизмы торговли производными финансовыми инструментами. Автор экономических бестселлеров «Чёрный лебедь» (2007) и «Рискуя собственной шкурой. Скрытая асимметрия повседневной жизни» (2018).
Выступает за то, что называет «обществом, устойчивым к чёрным лебедям», имея в виду смогущее противостоять трудно предсказуемым событиям.

## Биография
Родился в православной семье. Во время гражданской войны, начавшейся в 1975 году, семья Талеба была депортирована. Отец был врачом-онкологом и занимался антропологическими исследованиями. Среди его предков — политики, представлявшие интересы православного сообщества Ливана. Так, его дед и прадед по материнской линии были заместителями премьер-министра страны, дед по отцовской линии занимал пост верховного судьи, а ещё в 1861 году его прапрапрапрадед служил мутасаррифом османского мутасаррифата Горного Ливана (управляющим полуавтономной Оттоманской провинции на горе Ливан).
Получил степень магистра делового администрирования (MBA) в Уортонской школе бизнеса и защитил диссертацию доктора в Университете Париж-Дофин (науки управления).
Занимал различные руководящие посты в брокерских фирмах Лондона и Нью-Йорка, а также работал на бирже. После этого основал хедж-фонд «Эмпирика Эл-Эл-Си», специализировавшийся на фьючерсных сделках и продажах опционов.
Автор книг «Динамическое хеджирование», «Одураченные случайностью», «Чёрный лебедь. Под знаком непредсказуемости», «О секретах устойчивости. По следам чёрного лебедя», «Антихрупкость. Как извлечь выгоду из хаоса», «Рискуя собственной шкурой. Скрытая асимметрия повседневной жизни» и «Статистические последствия жирных хвостов. О новых вычислительных подходах к принятию решений».

## Идеи и теории

### Исследования и теории случайности
Называя себя «эмпирическим скептиком», он полагает, что учёные, экономисты, историки, политики, бизнесмены и финансисты переоценивают возможности рациональных толкований статистики и недооценивают влияние необъяснимой случайности в этой статистике. Таким образом, Талеб продолжает традицию скептицизма, которой придерживались Секст Эмпирик, Аль-Газали, Пьер Бейль, Монтень и Дэвид Юм, считавшие, что прошлое не позволяет предсказать будущее. Талеб — последователь Карла Поппера и утверждает, что теории не могут считаться доказанными и могут использоваться лишь условно.
В настоящее время занят исследованиями в области философии случайности и роли неопределённости в обществе и науке с уклоном в философию истории и изучение роли важных случайностей (которым дал термин «чёрные лебеди») в определении хода истории. «Чёрные лебеди» — это не обязательно негативные события или катастрофы, но и случайные удачи. По его мнению, люди не замечают этих событий, считая мир систематизированной, понятной и обычной структурой.
Это явление Талеб называет «Платоническим заблуждением» и полагает, что оно порождает три искажения:
- сказательное заблуждение: постфактум событие описывается так, что не кажется беспричинным;
- заблуждение игрока: уподобление системы случайностей игры бессистемным случайностям в жизни. Талеб считает это ошибкой современного подхода к теории вероятностей;
- заблуждение обратной статистики: уверенность, что события в будущем предсказуемы через изучение событий в прошлом.

Случайность — отражение в основном внешних, несущественных, неустойчивых, единичных связей действительности; выражение начального пункта познания объекта; результат перекрещивания независимых причинных процессов, событий; форма проявления необходимости и дополнение к ней.
Большое значение в научной работе Талеба занимает критика применения к экономическим, финансовым и ко многим социальным явлениям кривой нормального распределения Гаусса. Талеб в качестве более полного отражения картины мира предлагает математическую теорию фракталов Бенуа Мандельброта. С оговоркой о том, что фракталы не позволят точно прогнозировать события и явления, но по крайней мере вносят большую ясность в понимание происходящих процессов. Так же предполагает, что математика случайностей Мандельброта делает многих черных лебедей серыми.
Является автором понятия «антихрупкость», обозначающее способность к извлечению выгоды из неудач, потерь, ошибок; умение закаляться, развиваться и становиться сильнее при столкновении с хаосом.

### Игровые заблуждения
Игровое заблуждение (англ. Ludic fallacy) — термин предложен Талебом в 2007 году в книге «Черный Лебедь». «Ludic» от латинского ludus, что означает «игра». Определяется, как «злоупотребление играми для моделирования реальных ситуаций». Талеб характеризует заблуждение как понятие карты (модели) для реальности, показывая побочные эффекты человеческого познания.
Принцип является одним из главных аргументов в книге и опровержением гауссовых прогнозных математических моделей, используемых для предсказания будущего, — а также нападение на идеи применения наивной и упрощённой статистической модели в сложных областях. По Талебу, гауссова статистика работает только в некоторых областях, таких как казино, в котором шансы видны и определены.

### Предупреждение о глобальном финансовом кризисе
По утверждению самого Талеба понимание о приближении глобального экономического кризиса пришло к нему при следующих довольно странных обстоятельствах:

Однажды, в 2003 году, ко мне в кабинет зашел журналист из газеты The New York Times и протянул диск, на котором были украденные рисковые отчеты ипотечной компании Fannie Mae. Журналист пытался разобраться в них и обратился ко мне, я посмотрел отчёты и побледнел.— Выступление Нассима Талеба в Цюрихе на Zurich.minds
Позже, в 2012 году, Талеб пытался сгладить ситуацию, творчески отредактировав источник отчета:

Как-то раз, в 2003 году, в мой кабинет зашел Алекс Беренсон, журналист «Нью-Йорк Таймс», держа в руках негласный рисковый отчёт компании «Фэнни Мэй», который он получил от перебежчика. Это был особый отчёт, он глубоко вдавался в метод оценки риска и был предназначен исключительно для внутреннего пользования: компания «Фэнни Мэй» провела собственную оценку риска и не стала скрывать свои намерения ни от общественности, ни от кого бы то ни было. Но только перебежчик мог показать нам, как риск был рассчитан.
В 2006 году в «Чёрном Лебеде» Талеб писал:

Глобализация создала взаимосвязанную хрупкость, уменьшив волатильность и создав видимость стабильности. Иными словами, она создаёт Чёрных Лебедей. Мы никогда раньше не жили под угрозой глобального коллапса. Финансовые учреждения сливаются во всё меньшее число очень больших банков. Все банки взаимосвязаны. Финансовая биосфера поедается гигантскими, кровосмесительными, бюрократическими банками, и когда один из них упадёт, упадут все. Увеличивающаяся концентрация капитала в банковской среде кажется делающей финансовые кризисы менее вероятными, но когда они всё же случаются, они становятся более глобальными и наносят по нам более сильный удар. Мы перешли от диверсифицированной «биосферы» малых банков с разнообразной политикой предоставления кредитов, к более однородной среде фирм, где одна напоминает другую. Действительно, мы сейчас имеем меньше случаев банкротств, но когда они случатся… я боюсь даже подумать об этом.

### Сбывшиеся прогнозы
Стратегия, которую использовал Талеб, заключалась в одновременной покупке дешевых опционов call и put. То есть он какое-то время проигрывал деньги, выплачивая премии, зато при явлении «черного лебедя» стал обеспеченным экономистом. — «Опционы для черного лебедя»
Прогнозы Талеба оказались оправданными. Он заработал несколько миллионов долларов во время финансового кризиса в 2007—2008 годах, он объясняет это использованием статистических методов в области финансов. Теория Талеба «Чёрный лебедь» помогла отдельным инвесторам заработать около миллиарда долларов. Финансовый успех Талеба в сочетании с предыдущими прогнозами способствовали его популярности и продвижению. Он давал интервью в многочисленных журналах, участвовал в телевизионных шоу с обсуждением своего мнения. В 2003 году Талеб предсказал высокую вероятность коллапса Fannie Mae, чем вызвал множество нападок в финансовом мире. В то время Fannie Mae считалась экспертом по управлению риском на ипотечном рынке. Но прогнозы Талеба полностью оправдались, крах Fannie Mae обошелся американским налогоплательщикам в сотни миллиардов долларов.
В статье в The Times Брайан Эпплъярд (англ. Bryan Appleyard) назвал Талеба самым выдающимся на данный момент мыслителем в мире. Лауреат Нобелевской премии Даниэль Канеман предложил включить имя Талеба в список лучших представителей интеллигенции со ссылкой «Талеб изменил способ многих людей думать о неопределённости, особенно на финансовых рынках. Его книга „Чёрный Лебедь“, является интересным и смелым анализом того, каким образом люди пытаются осмыслить неожиданные события».
В интервью РБК в ноябре 2017 года Талеб заявил: "Две страшные угрозы человечеству не имеют отношения ни к войнам, ни к экономическим кризисам. Самый большой риск — это новые эпидемии. СМИ недооценивают эту опасность и редко поднимают шумиху вокруг научных публикаций о том, что резистентность бактерий к антибиотикам растет, или о том, что появляются новые штаммы вирусов. Такое пренебрежение превращает эпидемии в одного из самых вероятных кандидатов в новые «черные лебеди».

### Взгляды
Талеб считает, что адекватные решения принимаются лишь людьми, которые несут личный риск за свои решения. Однако бюрократы действуют исключительно из карьерных соображений, а политики действуют так, как будто играют в компьютерную игру. Он видит опасность в том, что умами интеллектуалов завладевают идеи, не прошедшие проверку реальностью, и в этом смысле люди, «профессия которых непосредственно связана с реальным миром» (даже «реднеки»), зачастую являются «лучшими экспертами». «Если ты ищешь, кого бы обмануть, лучшая кандидатура — это кто-то вроде читателя The New Yorker».
По его мнению, современные СМИ «создают ситуацию, в которой люди живут в двух разных мирах». «Например, практически все, что CNN передает по конфликту в Сирии, — ложь. Я почувствовал это, когда был в Алеппо». «Беда в том, что среди западных журналистов сейчас сформировалась интеллектуальная монокультура».
Талеб полагает, что глобализация не привела к интеллектуальному разнообразию и не породила плюрализма мнений. По его мнению, дело обстоит ровно наоборот, «весь мир начинает вести себя как централизованная система: общество кластеризуется», возникает деление на своих и чужих: «Вместо провозглашённой свободы мнений создаётся ситуация, напоминающая жизнь в тоталитарном государстве: есть официальные мнения, которые ты должен разделять, иначе становишься изгоем».

## Критика
Аарон Браун, автор, финансовый аналитик и профессор финансов в университетах Иешива и Фордема, сказал, что «книга показывает, что Талеб никогда не слышал о непараметрических методах, анализе данных, инструментах визуализации или робастных оценках». Тем не менее он характеризует книгу «необходимым чтением» и призывает статистиков игнорировать оскорбления, но получить «важные философские и математические истины». Во втором издании «Черного лебедя» Талеб ответил на это, что «один из самых распространенных (но бесполезных) комментариев, которые я слышу, состоит в том, что некоторые решения могут быть получены из „надежной статистики“. Интересно, как использование этих методов может создавать информацию там, где её нет».
Хотя в целом одобряя книгу, Вестфолл и Хильбе в 2007 году указывали, что критика Талеба «часто необоснованна, а иногда возмутительна». Талеб, пишет экономист Джон Кей, «описывает писателей и профессионалов как мошенников или дураков, в основном, дураков. Его сочинения полны неуместности и разговорных высказываний, читаясь как разговорное сочинение, а не как аргументированный тезис. Но это чрезвычайно увлекательное и легкое чтиво. Однако в основе его гнева и издевательства стоят серьёзные проблемы. Используемые сегодня модели управления рисками исключают те самые события, против которых они выступают. Этим моделям придают сложный технический вид… Финансовые аналитики обволакивают менеджмент корпораций и регуляторные органы в иллюзорное чувство безопасности». Статистик из Беркли Дэвид Фридман назвал усилия статистиков по опровержению позиции Талеба бесполезными.
Талеб и Нобелевский лауреат Майрон Шоулз неоднократно обменивались критическими комментариями, особенно после статьи Талеба с Эспен Хауг о том, почему никто не использовал формулу Блэка-Шоулза-Мертона. Талеб сказал, что Шоулз ответственен за финансовый кризис 2008 года, и предположил, что «этот парень должен жить в доме престарелых, играя в судоку. Его фонды дважды лопались. Ему должно быть запрещено читать кому-либо лекции в Вашингтоне». Шоулз на это ответил, что Талеб просто «популяризирует идеи и зарабатывает на продаже книг». Также Шоулз утверждал, что Талеб не ссылается и не цитирует предшествующих авторов и литературу, и по этой причине Талеб не воспринимается всерьез в академических кругах.
Хауг и Талеб перечислили сотни исследований, показывающих, что формула Блэка-Шоулза вообще не принадлежит Шоулзу. Они утверждали, что экономическое сообщество игнорировало литературу практиков и математиков (таких как Эд Торп), которые разработали более сложную версию формулы.
В интервью Чарли Роузу Талеб сказал, что он видел, что никакая критика, которую он получил за Чёрного лебедя, не опровергла его центральную точку зрения, которая убедила его защитить свои активы и активы своих клиентов.
Агрессивный комментарий Талеба против части финансовой индустрии — например, заявление в Давосе в 2009 году о том, что он «рад» краху Lehman Brothers, — привел к персональным оскорблениям и угрозам в его адрес.

### Основные произведения
- Taleb, Nassim Nicholas. Fooled by Randomness: The Hidden Role of Chance in Life and in the Markets (англ.). — New York: Random House, 2001/2005. — ISBN 0-8129-7521-9.
- Taleb, Nassim Nicholas. Le Hasard Sauvage. — Paris: Les Belles Lettres[англ.], 2005. — ISBN 2-251-44297-9. Mostly a translation of Fooled by Randomness but has major changes compared to the English version.
- Taleb, Nassim Nicholas. The Black Swan: The Impact of the Highly Improbable (англ.). — New York: Random House, 2007. — ISBN 978-1-4000-6351-5.
- Taleb, Nassim Nicholas. The Bed of Procrustes: Philosophical and Practical Aphorisms (англ.). — New York: Random House, 2010. — ISBN 978-1-4000-6997-2.
- Taleb, Nassim Nicholas. Antifragile: Things That Gain from Disorder (англ.). — New York: Random House, 2012. — ISBN 978-1-4000-6782-4.
- Taleb, Nassim Nicholas. Skin in the Game: Hidden Asymmetries in Daily Life (англ.). — New York: Random House, 2018. — ISBN 978-0-4252-8462-9.
- Statistical Consequences of Fat Tails: Real World Preasymptotics, Epistemology, and Applications (Technical Incerto Vol. 1). — STEM Academic Press, 2020. — ISBN 978-1-5445-0805-4.

### Научные публикации
- Taleb, Nassim Nicholas. Dynamic Hedging: Managing Vanilla and Exotic Options (неопр.). — New York: John Wiley & Sons, 1997. — ISBN 0-471-15280-3.
- Derman, E. and Taleb, N.N. (2005) The Illusion of Dynamic Replication, Quantitative Finance, vol. 5, 4,2005
- Goldstein, D.G. and Taleb, N.N. (2007) We Don’t Quite Know What We Are Talking About When We Talk About Volatility, Journal of Portfolio Management, Summer 2007.
- Taleb, N.N. (2007) Black Swan and Domains of Statistics, The American Statistician, August 2007, Vol. 61, No. 3
- Haug, E. G. and Taleb, N.N. (2008) Why We Have Never Used the Black-Scholes-Merton Option Pricing Formula, Wilmott magazine (in press)
- Taleb, N. N. (2008). Infinite Variance and the Problems of Practice, Complexity, 14(2).
- Mandelbrot, B. and Taleb, N.N. (in Press). Random Jump, not Random Walk. In Francis Diebold and Richard Herring (Eds.), The Known, the Unknown, and the Unknowable, Princeton University Press.

### В соавторстве
- Талеб сотрудничал с Бенуа Мандельбротом по общей теории управления рисками.
- Талеб также работает с Даниэлем Гольдштейном по проекту эмпирической проверки интуиции и высокой степени неопределенности.

### Публикации, переведенные на русский язык
- Талеб Н. Н. Чёрный лебедь. Под знаком непредсказуемости / пер. с англ. В. Сонькина, А. Бердичевского, М. Костионовой, О. Попова; под ред. М. Тюнькиной. — М.: Колибри, 2009. — 528 с. — ISBN 978-5-389-00573-0.
- Талеб Н. Н. Одураченные случайностью. О скрытой роли шанса в бизнесе и в жизни / пер. с англ. С. Филина. — М.: Манн, Иванов и Фербер, 2010. — 320 с. — ISBN 978-5-91657-345-9.
- Талеб Н. Н. О секретах устойчивости. По следам чёрного лебедя. — Иностранка, 2012. — 240 с. — ISBN 978-5-389-02626-1.
- Талеб Н. Н. Антихрупкость. Как извлечь выгоду из хаоса / пер. с англ. Н. Караева. — М.: Изд. КоЛибри, Азбука-Аттикус, 2014. — 768 с. — ISBN 978-5-389-05287-1.
- Талеб Н. Н. Рискуя собственной шкурой. Скрытая асимметрия повседневной жизни / пер. с англ. Н. Караева. — М.: КоЛибри, Азбука-Аттикус, 2018. — 380 с. — ISBN 978-5-389-14168-1.
- Статистические последствия жирных хвостов: О новых вычислительных подходах к принятию решений. / Пер. с англ. В. Ф. Боруна. — М.: КоЛибри, Азбука-Аттикус, 2023. — 480 с. — ISBN 978-5-389-19584-4